# Карфаген (Україна)
Карфаген — колишній населений пункт на території Соледарської міської громади Бахмутського району Донецької області в Україні.
Селище було розташоване на правому березі річки Мокра Плітка.
Поселення виникло при солепромислі. Перші розвідувальні соляні свердловини, пробурені у 1909 році німецькою фірмою Фохта. Буріння показало наявність 6 дрібних пластів кам'яної солі, їх пізніше назвали Карфагенським родовищем. Надалі солепромисел належав акціонерному товариству «Любимов, Сольве та К°».
У 1910 році розпочалось будівництво ропопроводу до содового заводу у Лисичанську. Для його обслуговування зведено першу в регіоні трифазну електролінію на 20000 кВ на відстань 35 км.
У 1930-х рр. ропопровід модернізували і він працював орієнтовно до 2011 р.

Станом на 1946 рік селище було у складі Урицької сільської ради (центр — с.Стряпівка) Артемівського району Сталінської області.
Станом на 1974 рік селище відсутнє в облікових даних.